# Bunkeflo strandängar
Bunkeflo strandängar är ett naturreservat i Bunkeflo och Västra Klagstorps socknar i Malmö kommun i Skåne. Det bildades 2006 och består av 688 hektar, varav 485 hektar vatten.